# Stefano Miglietti
Stefano Miglietti (Carate Brianza, 1967) è un ultramaratoneta italiano.
Oggi è residente in provincia di Brescia, pratica la corsa estrema nel tempo libero; di professione è imprenditore. Ha tre figli.

## Biografia

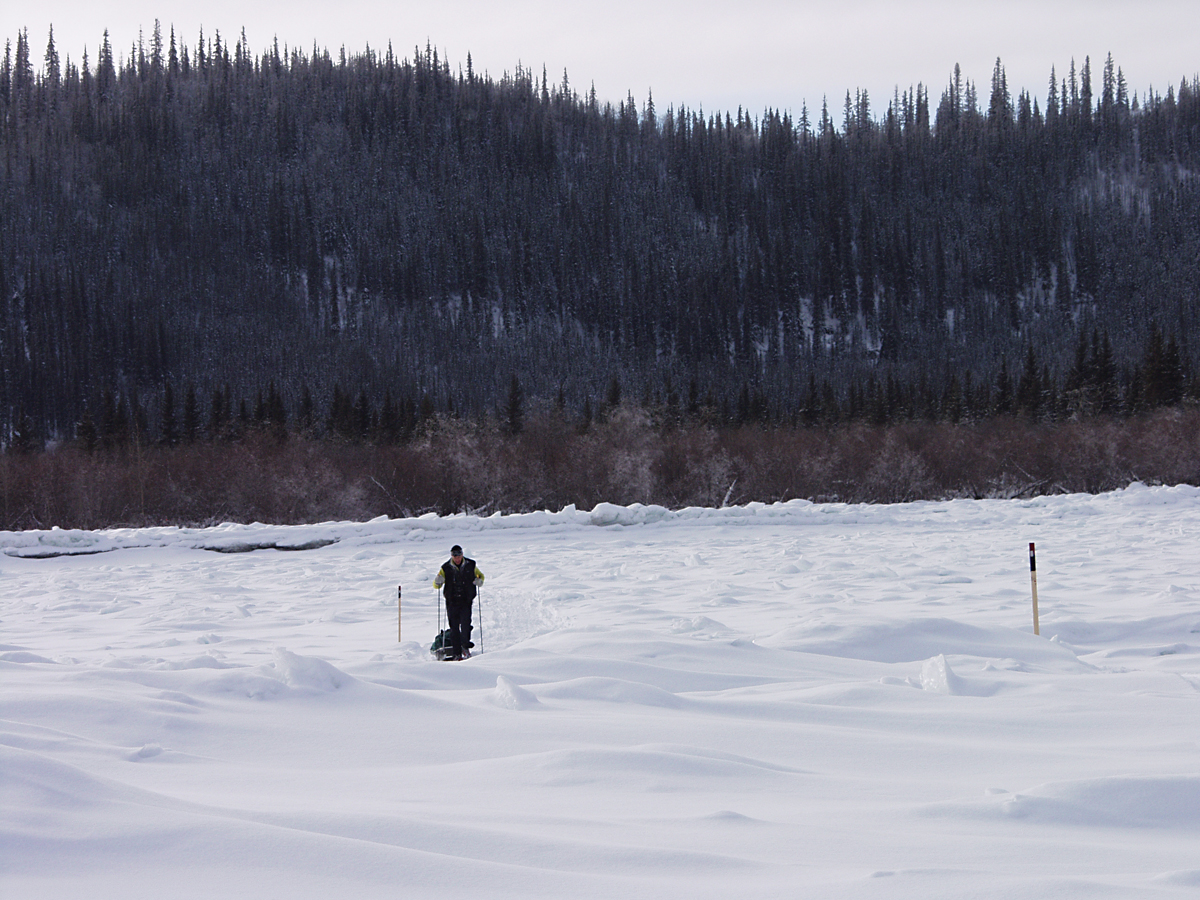
Stefano Miglietti, mentre corre lungo il fiume Yukon ghiacciato (YAU), Canada 2005

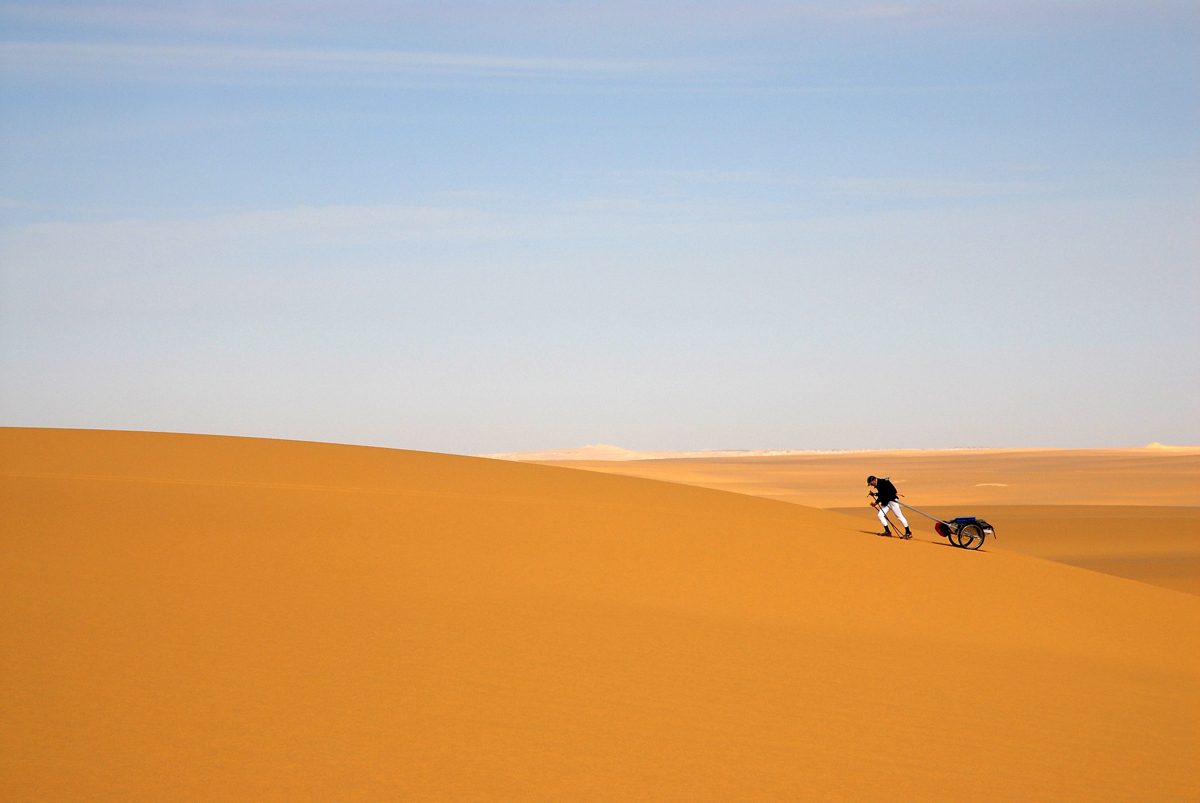
Stefano Miglietti, mentre attraversa il Great Sand Sea desert in autosufficienza, Egypt 2006

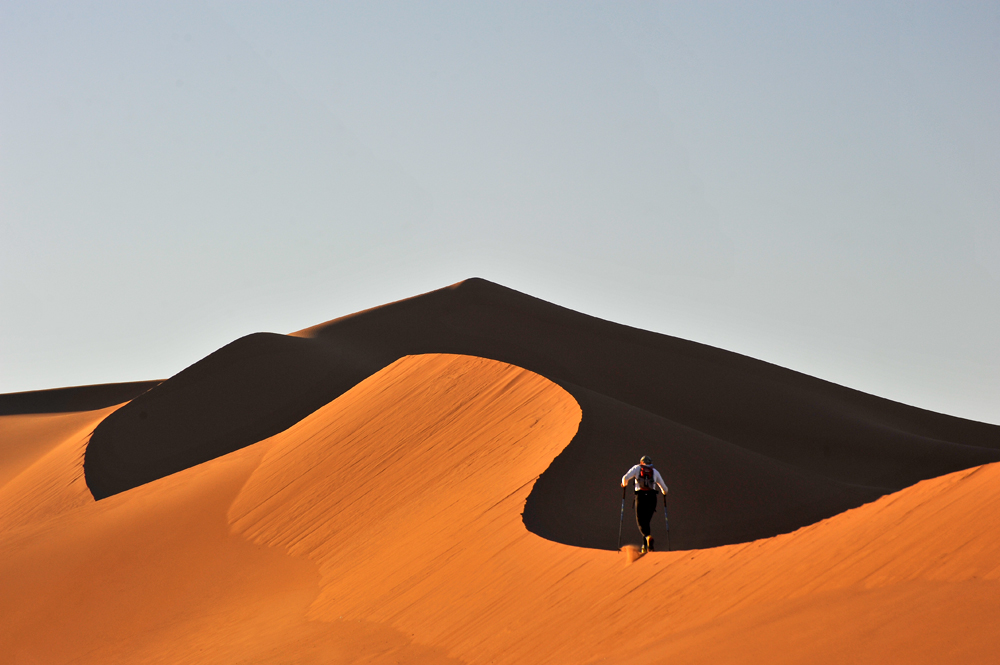
Stefano Miglietti mentre affronta le dune dell'Erg Chegaga, Morocco 2018

Stefano Miglietti ha compiuto, in solitaria, diverse imprese nei deserti della Libia, Marocco e dell'Egitto. Ha inoltre partecipato ad alcune maratone estreme in Alaska e in Canada, conseguendo primati.
Il 13 dicembre 2003 ha attraversato a piedi il deserto di Murzuq (nel Fezzan, all'estremo Sud Ovest della Libia e al confine con l'Algeria e il Niger). In 5 giorni e 23 ore ha percorso oltre 380 km e superato un dislivello complessivo, determinato dalle alte dune, pari a oltre 12.000 metri. Per la sua insolita impresa è stato soprannominato dai Tuareg "rajil cra", che in lingua tamashek significa "uomo che corre".
A febbraio 2005 partecipa alla competizione Yukon Artic Ultra, corsa in mezzo ai ghiacci del Canada, vincendo la manifestazione sportiva nella categoria "Runner".
Il 20 gennaio 2006 ha compiuto un'impresa senza precedenti completando l'attraversata in solitaria e in modo autosufficiente del deserto chiamato il Gran Mare di Sabbia, in Egitto, 550 km. Per fare questo si è dotato di uno speciale carretto del peso di 95 kg in cui riporre le attrezzature, gli alimenti e l'acqua necessaria alla sopravvivenza. La traversata è stata compiuta in un tempo di 5 giorni e 23 ore, fra le oasi di Farafra e di Siwa.
La sua impresa è stata collegata all'avvenimento del 523 a.C., quando l'armata persiana di Cambise, composta da 50.000 uomini, fu inghiottita proprio dal deserto Gran Mare di Sabbia durante una violenta tempesta di sabbia.
Il 14 dicembre 2006 ha portato a compimento un'altra impresa in Egitto. In soli 3 giorni e 5 ore, avanzando a una velocità media di circa 9 km/h, ha attraversato a piedi da sud-est a nord-ovest il deserto del Gilf Kebir, 340 chilometri in totale, primo uomo al mondo a farlo.
Nel febbraio 2007 vince insieme all'amico Chicco Ghidoni la Yukon Arctic Ultra, in Canada. In 5 giorni e 6 ore (nuovo primato assoluto della gara) la coppia, trainando una slitta del peso di 20 kg in condizioni climatiche avverse (anche temperature di -40 °C) ha completato il tragitto della categoria "300 miglia".
Nel settembre 2008 Miglietti, nuovamente in solitaria, ha attraversato il deserto egiziano del "Kharafish", tra l'oasi di Farafra e quella di Dakhla. Il Kharafish è divenuto così il quinto deserto attraversato a piedi dal runner italiano.
Nel gennaio 2011 Stefano ha realizzato un altro primato. Ha corso 10 maratone "non stop" nella deserto del Sahara. Il percorso totale si estendeva per 421,95 km. e toccava il deserto Nero (Black Desert), il Deserto Bianco (White Desert) e il Gran Mare di Sabbia (Great Sand Sea Desert). La distanza totale, pari al percorso di 10 maratone, è stata coperta in 52 ore e 30 minuti - senza effettuare alcuna sosta per dormire. Partito il 28 gennaio alle ore 10:30, Stefano ha portato a termine la sua nuova sfida alle 15:00 del 30 gennaio 2011. 422 sono stati i Km reali percorsi dal runner bresciano.
Nel novembre 2012 Stefano ha portato a termine un'altra impresa sportiva da primato, spostando la soglia del limite umano. Ha corso per 250 Km per 38 ore consecutive senza acqua e senza cibo nella depressione di Qattara in Egitto, attraversando questo deserto in autosufficienza. Partito sabato 17 novembre alle ore 16:00 ha terminato la sua corsa il giorno lunedì 19 novembre alle ore 6:00.
Nel novembre 2018 Stefano ha concluso con successo in Marocco un'altra iniziativa sportiva. Ha attraversato a piedi e concatenato i deserti di M’Hamid el Ghizlane. In soli 4 giorni e 10 ore ha attraversato 4 Erg di dune (Erg Smar, Erg Ezzahar, Erg Chegaga, Erg Lihoudi), 2 Hammada (estesi plateaux rocciosi), correndo una parte del percorso nel letto prosciugato del Fiume Draa e attraversando l'arido Lago Iriki, per un totale di 530 Km. Le tribù che lo hanno ricevuto all'arrivo nella Kasbah di M'Hamid lo hanno soprannominato "The Animal".
Nel novembre 2019 Stefano ha portato a termine insieme all'amica Giulia Scovoli una nuova avventura battezzata "Proviamo Insieme" ed avvenuta nei deserti del Marocco. In 5 giorni di marcia ha percorso 400 Km. lungo i territori desertici di Taragalte al confine con l'Algeria. Partito dalla località di Zagora, alternando il traino e la spinta di uno speciale carretto con a bordo Giulia e muovendosi lungo le piste carovaniere di sabbia e roccia, ha raggiunto prima la località di Foum Zguid, quindi attraversato la catena montuosa del Jebel Bani, attraversato il prosciugato Lago Iriki, concludendo questa impresa all'oasi di M'Hamid el Ghizlane. Attraverso questa avventura affrontata insieme, hanno voluto dimostrare che chiunque, con la tenacia e un amico al fianco, può superare qualsiasi limite ed abbattere ogni barriera. Stefano, runner estremo, può camminare ininterrottamente per giorni, Giulia invece non può camminare affatto, perché nata con la spina bifida.